# 결혼 이야기 (2019년 영화)
《결혼 이야기》(영어: Marriage Story)는 2019년 개봉한 미국의 코미디 드라마 영화이다. 노아 바움백이 감독과 각본을 맡았다. 스칼렛 요한슨, 애덤 드라이버, 로라 던이 출연한다. 영화의 줄거리는 어느 한 남편과 아내가 미국 동서부를 넘나들며 이혼의 갈등을 겪는 과정을 다루고 있다.
2017년 11월 처음으로 제작 계획이 발표되었으며 동시에 캐스팅도 진행되었다. 촬영은 이듬해 1월부터 4월까지 로스앤젤레스와 뉴욕시에서 각각 진행되었다. 본래 넷플릭스 오리지널 작품으로서 단독 배급사를 맡았고, 2019년 8월 29일 베니스 영화제에서 전세계 최초 공개되었다. 2019년 11월 6일부터는 제한 상영의 형식으로 소수의 극장 개봉도 이뤄졌으며, 12월 6일에 전세계 넷플릭스에서 디지털 스트리밍으로 동시 공개되었다.
결혼 이야기는 평론계의 극찬을 받았다. 바움백 감독의 각본과 연출, 공감대는 물론, 주연인 스칼렛 요한슨, 애덤 드라이버, 로라 던의 명연기도 호평 요소로 꼽혔다. 높은 평가에 힘입어 미국 영화 연구소와 전미 비평가 협회는 결혼 이야기를 2019년 최고의 영화 10편 중 1위로 선정하기도 하였다. 제92회 아카데미상에서는 작품상, 남우주연상(드라이버), 여우주연상(요한슨), 여우조연상(던), 각본상 후보 등 총 6개 부문에서 후보로 지명되었다. 제77회 골든 글로브상에서는 영화 작품상 드라마 부문과 여우주연상(던)을 비롯해 총 6부문 후보에 올랐으며, 제73회 바프타 영화상에서도 후보로 지명되었다.

## 줄거리
찰리 바버는 뉴욕시에서 활동하며 성공가도를 달리는 뮤지컬 감독이다. 그리고 아내 니콜은 한때 십대영화 여배우로서, 지금은 찰리의 공연기획사 소속으로 들어가 뮤지컬 주연배우로 나서고 있다. 둘은 외아들을 둔 화목한 부부였지만, 시간이 흘러 고된 결혼생활에 지치게 된다. 두 사람은 중재인을 찾아가고, 상담의 일환으로 서로에 대해 좋은 점을 적어보기로 한다. 하지만 니콜이 찰스에 대해 적은 글을 읽기 버거워하면서 두 사람은 상담을 포기한다.
니콜은 TV 드라마의 주연으로 출연해달라는 제의를 받고, 할리우드의 친정댁에 잠시 머물다 가겠다며 찰리의 기획사를 떠나 로스앤젤레스로 향한다. 부부의 어린 아들 헨리도 엄마 손을 잡고 따라 나선다. 찰리는 작업중인 작품을 머지않아 브로드웨이 무대에 올릴 예정이어서 뉴욕을 떠날 수 없는 처지였다. 니콜은 서로 얼굴 붉힐 일 없도록 변호사 같은 거 쓰지 말고 깔끔히 헤어지자고 찰리와 말을 맞췄음에도 불구하고, 동료의 권유에 LA에서 제일 잘 나간다는 여성 가정변호사 '노라'를 만난다. 상담에서 찰리와 함께했던 지난날을 되새겨 보던 니콜은 찰리가 매번 자신을 등한시해왔다, 암만 내 생각과 의향을 전해봤자 매번 거절하기 일쑤였다, 심지어는 기획사의 무대 매니저와 바람핀 것 같다며 억울함을 토로하고 결국 노라를 변호인으로 고용한다. 이후 니콜은 마침 가족을 만나러 LA로 건너온 찰리에게 이혼서류를 건넨다. 니콜의 독단에 괘씸해진 찰리는 또 다른 실력파 변호사 '제이'를 찾아간다. 찰리의 사정을 들은 제이는 지독한 싸움을 벌일 수밖에 없다고 자문하나, 부담스런 수임 비용과 헨리에 끼칠 악영향을 생각해 단념하고 뉴욕으로 복귀한다. 그러나 노라가 찰리에게 전화를 걸어, 이른 시일 내에 변호인을 고용하지 않으면 헨리의 양육권을 받아갈 수 밖에 없다고 재촉하면서, LA로 다시 넘어와 정중하면서도 회유적인 스타일을 선호하는 전직 가정변호사 버트 스피츠를 변호인으로 내세운다.
버트는 법정에서 가족과 가까운 관계임을 증명하는 동시에 양육권 소송에서 유리해지려면 LA에 눌러앉아야 한다는 전략을 내세우고, 이에 따라 찰리는 LA의 아파트 한 곳을 임대해 살게 된다. 하지만 재판까지 넘어가는 것은 원치 않는다는 찰리의 의사에 버트는 노라, 니콜과의 4자 대면을 주선한다. 이 자리에서 노라는, 찰리가 LA로 돌아가고 싶다는 니콜의 바람을 거부했다는 사실과, 아들 헨리는 아빠를 따라서 뉴욕과 LA를 매번 왔다갔다하는 것보다는 엄마와 함께 있는 쪽을 택할 것이라는 논리를 내세운다. 판이 불리하게 돌아가자 버트는 찰리에게 뉴욕 쪽 집을 팔든지 해서 거주 관계를 없애자고 넌지시 제안하나, 좌절감을 느낀 찰리는 버트의 제안을 거절하는 동시에 그를 해고한다.
이후 찰리는 맥아더 펠로우에서 수여한 상금을 챙겨 제이의 수임 비용으로 쓴다. 두 사람의 이혼 소송은 법정으로 넘어가고, 노라와 제이는 의뢰인을 대신하여 상대편을 향해 격론을 벌이며 조금이나마 불리한 면을 뒤집어씌우려고 온 정성을 다한다. 노라는 찰리가 과거에 불륜을 저지른 사실과 정서상으로 거리감이 있다는 점을 파고들고, 제이는 니콜의 술버릇을 알코올 중독으로 부풀리는 동시에 찰리의 이메일을 해킹한 것은 형사소송감이라고 위협한다. 그런 와중에 법정 밖에서 찰리와 니콜은 다정한 인사를 나누고 헨리와 함께 시간을 보낸다. 헨리 역시 왔다갔다하는 데 지쳐서 짜증을 부린다.
소송절차에 진절머리를 느낀 두 사람은 변호사 몰래 찰리의 아파트에서 개인적으로 만나기로 한다. 처음에는 무난하게 시작하던 두 사람의 대화는 서로 핏대를 올리는 말싸움으로 번지고 만다. 니콜은 찰리가 이제 완전히 이기심에 푹 빠진 것 같다며 쏘아붙이고, 화가 난 찰리는 벽을 쳐서 구멍을 내고는 니콜이 죽어버렸으면 좋겠다는 폭언을 뱉는다. 문득 이런 망신이 다 있나 하는 마음이 든 찰리는 니콜에게 사과하고, 니콜은 찰리에게 위로를 건넨다. 그날 밤 찰리는 법원에서 온 전문 평가관의 입회 하에 헨리와 놀아주다가 실수로 팔을 깊게 베어버리고 만다. 머지않아 두 사람은 (노라가 니콜을 대신해 양육권을 약간 더 얻어오긴 했으나) 서로간의 요구 사항을 양보하고 공평한 합의를 이루며 이혼 소송을 끝낸다.
그로부터 1년 뒤, 두 사람은 다시 한번 조우하여 서로의 안부를 묻는다. 찰리의 공연은 브로드웨이에서 흥행을 거두고 있었고, 니콜은 새 남자친구와 사귀는 한편 자신이 감독한 드라마가 에미상 후보에 지명되었다고 전한다. 찰리는 니콜에게 UCLA 관련 일 때문에 LA로 이사오게 되었다며, 이제 헨리를 언제든지 보러올 수 있다고 말한다. 이후 찰리는 헨리가 어떤 종이를 찾아내서 따라 읽는 것을 발견하는데, 옛날 상담 때 니콜이 찰리의 좋은 점을 적어둔 리스트였다. 헨리에게 큰 소리로 읽어보라고 시켜 찬찬히 듣던 찰리는 감정이 북받쳐 오르고, 그런 광경을 니콜이 멀리서 바라본다. 그날 저녁, 다 함께 할로윈 파티에 갔다온 세 사람. 니콜은 오늘 헨리와 같이 있을 사람은 본인임에도 불구, 찰리가 헨리를 집으로 데려다줄 수 있도록 양보한다. 잠든 헨리를 태우려 차로 걸어가는 찰리를 니콜이 잠깐 그를 멈춰세워서 풀린 신발끈을 묶어준다. 고맙다는 찰리의 말과 함께 두 사람은 다시 한번 각자 제 갈길을 간다.

## 출연
- 스칼렛 요한슨 - 니콜 바버
- 애덤 드라이버 - 찰리 바버
- 로라 던 - 노라 팬쇼
- 앨런 알다 - 버트 스피츠
- 레이 리오타 - 제이 머로타
- 애지 로버트슨 - 헨리 바버
- 줄리 해거티 - 샌드라
- 메릿 위버 - 캐시
- 마크 오브라이언 - 카터
- 매슈 시어 - 테리
- 브룩 블룸 - 메리 앤
- 카일 본하이머 - 테드
- 미키 섬너 - 베스
- 월리스 숀
- 마사 켈리

## 같이 보기
- 2019년 영화
- 노아 바움백
- 넷플릭스 오리지널 영화 목록